# Dinocerata
Dinocerata é uma ordem extinta de mamíferos parecidos com rinocerontes conhecidos por terem um par de cornos e caninos semelhantes a presas. Os primeiros dinoceratos surgiram na Ásia no Paleoceno mas atravessaram o estreito de Bering e espalharam-se pela América do Norte. Viveram conjuntamente com outros grandes mamíferos do Eoceno, os Brontotheriidae. O dinocerata  mais famoso é o Uintatherium.

## Taxonomia e Filogenia
A maioria dos peritos insere todos os géneros de dinocerata numa única família, Uintatheriidae, que se divide em duas subfamílias: Uintatheriinae e Gobiatheriinae. Outros peritos preferem dividir Uintatheriidae por três famílias: Gobiatheriidae, Uintatheriidae e Prodinoceratidae.~
- Laurasiatheria
  - Ungulatomorpha?
  - Ordem Dinocerata
    - Família Uintatheriidae Flower, 1872
      - Subfamília Gobiatheriinae
        - Gobiatherium Osborn e Granger, 1932

      - Subfamília Uintatheriinae
        - Prodinoceras Matthew et al., 1929
        - Probathyopsis Simpson, 1929
        - Dinoceras
        - Bathyopsis Cope, 1881
        - Uintatherium Leidy, 1872
        - Eobasileus Cope, 1872 (=Uintacolotherium Cook, 1926)
        - Tetheopsis Cope, 1885
        - Ditetradon
        - Jiaoluotherium Tong, 1979